# 今津郵便局 (大分県)
今津郵便局（いまづゆうびんきょく）は、大分県中津市にある郵便局。民営化以前の分類では集配特定郵便局であった。

## 概要
住所：〒879-0199 大分県中津市今津1137-6

## 沿革
- 1880年（明治13年）8月 - 上植野（かみうえの）郵便局（五等）として開設[1]。
- 1885年（明治18年）10月1日 - 貯金取扱を開始。
- 1887年（明治20年）1月27日 - 植野郵便局に改称。
- 1892年（明治25年）11月1日 - 今津郵便局に改称。
- 1893年（明治26年）4月1日 - 為替取扱を開始。
- 1903年（明治36年）3月16日 - 今津郵便電信局となる。
- 1903年（明治36年）4月1日 - 通信官署官制の施行に伴い今津郵便局となる。
- 1968年（昭和43年）10月27日 - 長峰郵便局から和文電報配達業務の一部[2]を移管[3]。
- 1972年（昭和47年）2月25日 - 電話交換業務を中津電報電話局に移管。
- 1982年（昭和57年）10月13日 - 和文電報配達業務を中津電報電話局に移管。
- 2007年（平成19年）10月1日 - 民営化に伴い、併設された郵便事業宇佐四日市支店今津集配センターに一部業務を移管。
- 2012年（平成24年）10月1日 - 日本郵便株式会社の発足に伴い、郵便事業宇佐四日市支店今津集配センターを今津郵便局に統合。

## 取扱内容
- 郵便、印紙、ゆうパック、内容証明
- 貯金、為替、振替、振込、国債
- 生命保険、バイク自賠責保険
- 地方公共団体事務（中津市戸籍の謄抄本、中津市納税証明書、中津市外国人登録原票の写し、中津市住民票の写し、中津市戸籍の附票の写し、中津市印鑑登録証明書の交付）
- ゆうちょ銀行ATM
- 中津市内の一部地域（郵便番号879-01xx地域）の集配業務

## 周辺
- 犬丸川
  - 五十石川
- 国道213号
- 大分県道23号中津高田線

## アクセス
- JR日豊本線 今津駅から北へ400m（徒歩約8分）
- 宇佐別府道路 宇佐ICから北西へ約11km
- 駐車場あり：7台